# 中華民國刑事訴訟
中華民國的刑事訴訟程序，是貫徹國家刑罰權的法定程序。廣義的刑事訴訟程序包括偵查、起訴、審判和執行等階段，但一般人對刑事訴訟程序的認知僅及於審判階段。規範刑事訴訟的主要法律是刑事訴訟法。臺灣目前的刑事訴訟制度採公訴自訴二元系統，除檢察官有起訴被告的權限外，自訴人亦得自行向法院對被告提起刑事訴訟。

## 公訴

### 犯罪偵查

#### 開始與進行
偵查階段的主要目的是查明犯罪事實和被告，並蒐集、保全相關證據，以決定是否起訴被告。依臺灣刑事訴訟法規定，在偵查程序中，檢察官為唯一的偵查主體，檢察事務官、司法警察（官）均為受檢察官指揮監督之偵查輔助機關。
犯罪發生後，偵查犯罪之程序即會因告訴、告發、自首或其他情事（包括媒體報導，實務上稱為「剪報分案」）等原因開始運作。在一般情形上上訴中，首先是由司法警察（偵查輔助機關）初步偵查犯罪，然後將案件移送至該管檢察署（通常是各該地方法院檢察署，但有部分案件依法其第一審管轄權屬高等法院時，則移送至高等法院檢察署），分案後由檢察官進行偵查。但若是告訴人、告發人直接向檢察署提出告訴、告發，或檢察官知有犯罪嫌疑主動簽分時，則會由檢察署先行立案，再決定是否由檢察官自行偵查或發交給司法警察偵查。
在偵查程序中，身為偵查主體的檢察官，依法可採取特定偵查作為，包括傳喚被告及證人、拘提、逮捕、聲請羈押、搜索、扣押、勘驗、鑑定、監聽、誘捕等。確定犯罪嫌疑人前，檢察官通常會採取傳喚證人等方式調查，待確定犯罪嫌疑人後，則會拘提或逮捕之。但實務上也存在檢察官故意以證人身分傳喚犯罪嫌疑人，由於證人的保護較被告要寬鬆，藉此獲得證人的陳述後再告知改列被告之手段。而現行犯，依法人人得逮捕之，現行犯逮捕後逮捕人須將該犯罪嫌疑人盡速送至司法警察機關或檢察官處。原則上被告被拘提、逮捕後，檢察官如有相關事由認為應羈押被告者，應於拘提、逮捕時起24小時內向法院聲請羈押被告，否則即須釋放之，或雖有羈押之理由但無必要時得命具保、責付或限制住居。若法院認為聲押有理由，則會裁定羈押被告，在偵查中羈押期間不得超過兩個月，但檢察官可以聲請延押，延長羈押以一次為限。換言之，偵查中羈押被告，以四個月為限。執行羈押之機關為看守所，與執行刑罰的監獄性質並不相同。羈押期間，被告也可以向法院聲請撤銷或停止羈押。

#### 終結
經檢察官偵查，若證據足以證明被告之犯罪事實，檢察官原則上依法應起訴被告，此即所謂的起訴法定主義。但若符合法定情形，檢察官亦得對被告為職權不起訴處分或緩起訴處分，即所謂的起訴便宜原則。若偵查結果，認為被告之犯罪嫌疑不足，或起訴要件有所欠缺（如被告已死亡、時效已完成等）時，則應為不起訴處分。
在檢察官為不起訴處分或緩起訴處分的情形，若告訴人不服，可以載明理由經原檢察官向直接上級法院檢察署檢察長聲請再議以資救濟。若再議遭駁回，告訴人並可以委任律師後聲請交付該管法院審判（交付審判）。若交付審判的聲請經法院組成合議庭裁定駁回，全案即告確定；反之，若法院裁定准予交付審判，則視同提起公訴，案件進入法院，但被告可以針對此一准予交付審判的裁定提起抗告。

### 審判
若檢察官起訴被告或法院裁定准予交付審判，案件便進入法院，分案由法官承審，正式繫屬於法院。目前實務上分案方式，是先將案件分給個別法官，由該法官擔任受命法官，負責案件的進行。若該案件依法可以獨任審理，則會由該法官審理終結；若該案件依法須由合議庭審理，則進入審判程序後，原則上會由該法官所屬庭別的庭長或審判長擔任該案件的審判長，並由該庭的其他法官擔任陪席法官，組成一個合議庭。合議庭的組織，在通常程序的第一審及第二審均為3人，第三審則為5人。審理終結後，由合議庭法官透過「評議」的程序來決定判決結果（包括有罪、無罪以及刑度），再由受命法官按照評議的結果撰寫判決書，最後由合議庭全體法官在判決原本上簽名後，於宣判日在法庭宣示判決，並將原本交由書記官製作正本送達當事人。
案件繫屬在法院後，就產生單一案件的問題。所謂的單一案件，也就是被告單一及犯罪事實單一。簡單來說，「一個案件」是由「一個被告」以及「一個犯罪事實」所構成，而實務上將犯罪事實等同於實體法上的罪數（也就是說，實體法上的一罪就是訴訟法上的一個犯罪事實，目前實務多採日本的罪數理論），因此我們可以說「某被告所犯某罪」就是一個案件。實務上檢察官常將共同正犯一併起訴成為共同被告，或者是將同一名被告所犯數罪一併起訴，此時因為同一程序中有數位被告，或者有數個犯罪事實，所以繫屬在法院的是數案件。單一案件的概念主要在於界定法院審判的事實範圍，以及判決既判力的效力範圍。如果檢察官起訴了一部分的犯罪事實（顯在性犯罪事實），而有他部分犯罪事實未被檢察官起訴（可能是未發覺或未記載），且未起訴的事實和已起訴的事實具有前述實體法上一罪的關係時，因為法院審判的範圍是犯罪事實的全部，此時可以擴張審理檢察官未起訴的他部分犯罪事實，不受檢察官起訴書所載犯罪事實的拘束，也不構成訴外裁判的違法。這就是學說上所謂的「公訴不可分原則」。

#### 第一審
第一審為事實審，主要的任務是認定事實及適用法律，因此第一審的重點通常在於檢、辯雙方的舉證和言詞辯論。目前刑事訴訟第一審，除了適用簡式審判程序、簡易程序、竊盜罪及最重本刑3年以下有期徒刑、拘役或專科罰金之罪以外，均以合議庭審判。合議庭是相對於獨任法官而言，由3位法官組成，其中包含了審判長、受命法官和陪席法官。而目前實務上，如果受命法官是分發未滿2年的候補法官，則前述竊盜罪及最重本刑3年以下有期徒刑、拘役或專科罰金之罪，亦須由合議庭審理。

##### 起訴審查
檢察官起訴時，會將起訴書、偵查卷宗及證物一併送交法院，稱為「卷證併送主義」。案件分案後，法院會於第一次審判期日前，書面審理檢察官之起訴（例外情形仍可言詞審理），如果認為檢察官所指出證明方法顯不足以認定被告有成立犯罪的可能時，會以裁定命檢察官於一定期限內補正（此裁定屬中間裁定，不得抗告），逾期未補正則以裁定駁回起訴（此裁定屬終局裁定，得抗告），稱為起訴審查。如檢察官之起訴通過起訴審查，則案件進入實體審理。

##### 準備程序
準備程序通常是由受命法官獨任進行（但由合議庭進行亦不違法），依法被告（或代理人）、檢察官、辯護人、輔佐人須到庭，但經合法傳喚或通知，無正當理由不到庭時，法院仍得對到庭之人行準備程序。且實務上認為準備程序是為了使審理程序順利進行的程序，並不具有強制性，因此若承審法官認為沒有進行準備程序的必要性而直接進入審理程序，同樣不違法。
準備程序主要的任務在於決定該案件所適用的程序，以及進行審理程序的準備工作。如果被告在準備程序中認罪或自白，且符合其他法定要件時，法院可以裁定將該案件依簡式審判程序或簡易程序審理，達到訴訟經濟的目的。若被告不承認犯罪，該案件就會依通常程序來審理，此時，受命法官就會開始著手進行審理程序的準備工作，例如：釐清檢察官起訴的範圍、釐清被告答辯的內容、確定檢察官及被告對於證據能力的意見、整理被告爭執及不爭執的事實、確定檢察官及被告聲請調查什麼證據、審理程序時調查證據的次序，以及其他相關的程序事項。準備程序期日的次數視案件複雜程度而定，若案情複雜，也有可能進行數次準備程序。當受命法官認為該案件的程序事項都無疑義，且檢察官及被告聲請調查的證據都已經完備，該案件就會正式進入審理程序。

##### 審理程序
審理期日，被告（或代理人）和檢察官均須到庭（檢察官稱「蒞庭執行職務」）；最遲在第一次審判期日七天前，被告會收到法院通知到庭的傳票（若是被起訴之罪為刑法第61條裁判上得免除其刑之罪者則為五日），這段期間稱為就審期間，為保障被告防禦權之設計。尤其被告有到庭義務，原則上若被告不到庭則不得審判；被告在庭時有身體自由，但得命法警看管，且非經審判長許可不得退庭。
第一審以朗讀案由開始（本案之被告以及所被追訴之罪名），接下來是審判長對被告行「人別訊問」、檢察官陳述起訴要旨和審判長告知被告訴訟權利（所犯罪名、得保持緘默、得選任辯護人、得請求調查有利之證據）。

###### 調查證據
審判程序，首先行調查證據程序，例如詰問證人、提示書證及物證。證據調查程序是由檢察官依法負舉證責任，將證據提出於審判庭上，使法官形成心證的過程。由於被告不自證其罪，因此不需負擔舉證責任，但被告有權利針對檢方（檢察官）所提出之證據舉出反證。在這個階段，雙方就證據的證明力互相攻防，盡力使法官形成對己方有利之心證。

###### 言詞辯論
證據調查程序完畢後，由檢辯雙方就案件所涉及的事實、法律上爭點以及量刑事項（科刑辯論）進行辯論。辯論終結後，如果法院認有必要，可以裁定再開辯論。

##### 判決
辯論終結後，法院會同時宣示辯論終結以及何時判決。法院原則上會在2週內做出判決，但實際的宣判時間依案情繁雜程度及法院實際負荷而定。
判決結果則視調查證據的結果而定，如有罪判決和無罪判決。

#### 上訴審
當事人對於法院的判決有不服者，可以於收受判決後20日內之法定上訴期間內，以上訴狀提出於原審法院，即為上訴補提理由狀。

##### 第二審
當事人提出上訴書狀後，第一審法院會先對該上訴為合法性審查。若上訴不合法，因為此時案件仍未繫屬，沒有訴訟關係發生，故以裁定駁回上訴；若上訴合法，第一審法院則會將案件送交第二審法院，此一「送交」會發生案件繫屬於第二審法院之效果。第二審法院受理案件後，會再為一次合法性審查。若上訴不合法，因為此時訴訟關係已經發生，法院須以判決駁回上訴；若上訴合法，則案件進入實體審理。
二審定讞項目
依據《刑事訴訟法》有部分罪刑屬二審定讞制，需具有經第一審、第二審均判決3年以下有期徒刑、拘役或專科罰金之罪者，不得上訴於第三審法院；如果是一審無罪、二審改判有罪者，得提出上訴三審；又原符合不得上訴於第三審法院之案件，如就足生影響於判決之重要證據漏未審酌者，亦得聲請再審。而《選舉罷免法》中的當選無效屬民事（二審）案件，與此處的刑法二審定讞項目不同。
- 刑法第376條第一項條文：竊盜罪、侵占罪、詐欺罪、背信罪、恐嚇罪、贓物罪
- 刑法第277條第一項：傷害罪
- 毒品危害防制條例：施用第一級毒品罪、持有第二級毒品純質淨重20公克以上罪

#### 特別救濟程序

##### 非常上訴
判決確定後，如果符合要件，檢察總長仍可針對該案件向最高法院提起非常上訴。

## 自訴
自訴是指犯罪被害人（或法定代理人、直系血親、配偶）不透過檢察官，自己向法院對被告提出刑事訴訟的程序。提起自訴的人稱為自訴人。
自訴與公訴程序最大的差別在於，偵查階段檢察官可以透過特定的強制處分取得犯罪證據，而自訴的原告由於本身並未被賦予此一權力，因此在犯罪的偵查上只能以任意的方式取得證據。除此之外，在審判階段與公訴程序無異。也由於自訴不若公訴般經過縝密的犯罪蒐證以及其他理由，刑事訴訟法特別對自訴的提起增加下列限制：
1. 強制代理：自訴人非委任律師不得提起自訴。
2. 對直系尊血親、直系尊姻親和配偶不得提起自訴。
3. 告訴或請求乃論之罪，已不得為告訴或請求者，不得再行自訴。
4. 同一案件經檢察官依刑事訴訟法第228條規定開始偵查者，不得再行自訴。

## 特別程序
相較與普通程序而言，依案件類型的不同和需要，刑事訴訟上還有其他的特別程序：
- 少年事件
- 簡易程序
- 協商程序
- 簡式審判程序
- 軍事審判程序

## 相關連結
- 刑事訴訟法（页面存档备份，存于）（施行法（页面存档备份，存于））
- 羈押法（页面存档备份，存于）（施行細則（页面存档备份，存于））
- 通訊保障及監察法（页面存档备份，存于）（施行細則（页面存档备份，存于））
- 少年事件處理法（页面存档备份，存于）（施行細則（页面存档备份，存于））
- 監獄行刑法（页面存档备份，存于）（施行細則（页面存档备份，存于））